# Pablo Valetti
Pablo Valetti (* vor 1970 in Buenos Aires, Argentinien) ist ein französischer Violinist und Dirigent der historischen Aufführungspraxis.

## Leben
Pablo Valetti studierte klassische Violine und war danach Geiger im Opernhaus Teatro Colón in Buenos Aires. Sein Interesse an der historischen Aufführungspraxis führte ihn 1991 zum Studium der Barockvioline zu Chiara Banchini und John Holloway an die Schola Cantorum Basiliensis, Generalbassunterricht nahm er bei Jesper Bøje Christensen.
Seit Beendigung seiner Studien ist er ein gefragter Solist und Konzertmeister, der mit zahlreichen Barockensembles wie dem „Orquesta Barroca de Sevilla“, Jordi Savalls „Le Concert des Nations“ und Hespèrion XXI, den Les Arts Florissants, dem Concerto Köln, den Les Musiciens du Louvre unter Marc Minkowski, dem Collegium Vocale Gent oder den Les Talens Lyriques unter Christophe Rousset auftritt.
1998 gründete er mit der Cembalistin Céline Frisch das Ensemble Café Zimmermann, benannt nach dem Leipziger Zimmermannschen Kaffeehaus, in dem Johann Sebastian Bach und viele andere Musiker ihre neuesten Werke einstudierten und aufführten. Zahlreiche Aufnahmen, die das Ensemble für das Label ALPHA machte, wurden mit Schallplattenpreisen ausgezeichnet.
Mit seinem ebenfalls argentinischstämmigen Geigerkollegen Manfredo Kraemer gründete Valetti 1996 das Ensemble „The Rare Fruits Council“, auch ist er Mitbegründer und erster Violinist des 2001 durch die deutsche Gambistin Friederike Heumann initiierten Ensembles „Stylus Phantasticus“.
Seit 2013 ist er Konzertmeister des durch die Cellistin Ophélie Gaillad in Leben gerufene und geleitete Ensemble Pulcinella.
Pablo Valetti unterrichtet als Hochschullehrer Barockvioline an der „Escola Superior de Musica de Catalunya“ in Barcelona und am Konservatorium von Nizza. Er spielt auf einer Giovanni Battista Guadagnini zugeschriebenen Violine aus dem Jahr 1758, die ihm als Leihgabe zur Verfügung steht.